# Philippe P. Dauman

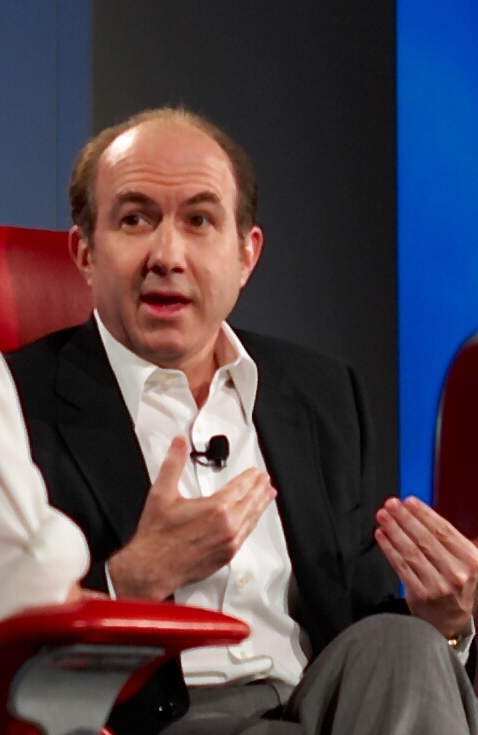
Philippe Dauman (2007)

Philippe Pierre Dauman (* 1. März 1954 in New York City) ist ein US-amerikanischer Manager und Spitzenfunktionär.

## Leben
Dauman wurde als Sohn französischer Einwanderer in New York City geboren. Nach der High School studierte er zunächst an der Yale University und machte anschließend an der Columbia Law School (Columbia University) 1978 den Doktor der Rechte. Nach neunjähriger Partnerschaft in einer Anwaltskanzlei in New York wurde er 1987 Direktor,  Chefjustiziar, Deputy Chairman (1996 bis 2000) und Vize-Präsident des US-amerikanischen Medienkonzerns Viacom. Von 2006 bis 2016 arbeitete er dort als Geschäftsführer. 2011 war er laut einer Erhebung des Wall Street Journal mit einem Jahresverdienst von 84,3 Millionen Dollar der bestverdienende Manager der Welt. Neben seinem Posten bei Viacom ist Dauman auch Mitglied des Verwaltungsrates des Schweizer Baustoffkonzerns LafargeHolcim.
Dauman war neben Shari Redstone, der Tochter von Sumner Redstone, sowie vertrauten Viacom-Managern und Anwälten Mitglied der Familientreuhand der Redstone-Familie, die deren über National Amusements gehaltenen Mehrheitsanteile an den beiden Unternehmen Viacom und CBS Corporation nach dem Tod von Sumner Redstone verwalten wird.
Er ist seit 1977 verheiratet und hat zwei Kinder. Neben Englisch spricht er auch fließend Französisch.
Im August 2016 trat Dauman als CEO von Viacom zurück, nachdem er zuvor bereits aus der Familientreuhand der Redstone-Familie entfernt wurde. Hintergrund ist ein lange währender, verlorener Machtkampf mit dem Viacom-Großaktionär Sumner M. Redstone. Dauman erhielt 72 Millionen US-Dollar an Abfindung. Am 13. September 2016 gibt Dauman auch sein Amt als Chairman von Viacom auf.